# Гравітаційні методи збагачення золота
Гравітаційні методи збагачення золота здійснюється на шлюзах, відсаджувальних машинах, ґвинтових сепараторах, концентраційних столах і концентраторах різної конструкції.
- Збагачення на шлюзах. На шлюзах можуть збагачуватись некласифіковані піски крупністю до 100 мм. У залежності від крупності збагачуваного матеріалу розрізняють шлюзи глибокого наповнення (50-100 мм), дрібного наповнення (дрібніше 16 мм) та підшлюзки. Ефективність вилучення золота з пісків на шлюзах залежить від питомої продуктивності на 1 м ширини шлюзу або на 1 м2 вловлюючої площі, від концентрації пульпи, кута нахилу жолоба, швидкості потоку, конструкції трафаретів, гранулометричного складу золота та наявності інших важких мінералів у пісках.

- Збагачення у відсаджувальних машинах застосовується при розробці золотовмісних розсипів, у яких вміст золота крупністю менше 0,25 мм складає більше 10-15 % при загальному вмісті золота у пісках 25-300 мг/м3 . Діафрагмові відсаджувальні машини застосовують на драгах, а також стаціонарних золотозбагачувальних установках звичайно в комбінації зі шлюзами. На результати вилучення золота у відсаджувальних машинах впливає вміст глини в пісках, тому матеріал перед збагаченням обов'язково знешламлюють.

- Збагачення у ґвинтових сепараторах. Замість шлюзів для вилучення золота із вихідних золотовмісних пісків можна встановлювати ґвинтові сепаратори, що можуть працювати також замість відсаджувальних машин при довилученні золота із хвостів шлюзів. Крупність живлення сепараторів не перевищує 8-12 мм, відношення Т: Р у живленні складає 1:15. Вилучення золота на ґвинтових сепараторах з вихідних пісків звичайно сягає 90-97 %, а з хвостів шлюзів 91-92 %. На ґвинтових шлюзах збагачують піски, що містять золото крупністю до 40-50 мкм.

- Збагачення на концентраційних столах. Концентраційні столи в схемах збагачення золотовмісних розсипів застосовують для перечистки концентратів, що були отримані на відсаджувальних машинах і ґвинтових сепараторах. Вони мають невелику продуктивність, але дозволять досягти високого ступеню концентрації. Вилучення золота крупністю до 50 мкм сягає 98-99 %.

- Збагачення в гідроциклонах. Для первинного гравітаційного збагачення тонкозернистих продуктів, які містять золото крупністю до 0,1 мм застосовують також короткоконусні гідроциклони. За ефективністю вилучення золота такої крупності ці апарати можуть замінити відсаджувальні машини та концентраційні столи. Вилучення золота в них складає 98-99 %. Перед збагаченням піски класифікують за крупністю.

Гравітаційні методи збагачення — прості, не потребують реагентів, але високе вилучення досягається при відносно великій крупності вихідних пісків. Для досягнення кращих результатів потрібні комбінування цих методів з амальгамацією, розробка складних схем збагачення, іноді після гравітаційного збагачення проводять флотаційне довилучення тонких зерен золота.